# 強暴創傷症候群
強姦創傷症候群（Rape trauma syndrome），是一種被強姦受害者經歷的創傷後心理壓力緊張症候群。這個術語是用來描述一些強暴被害者的徵兆、症狀、反應。
研究指出，強姦受害者承受相當大程度的心理創傷，無論是在被強姦後的一小段時間，或很長一段時間之後。這項理論是在1974年首次由精神醫師Ann Wolbert Burgess和社會學家Lynda Lytle Holmstrom提出的。
強姦創傷症候群描述受害者經歷的三個心理階段。嚴重階段(The acute stage)、向外適應階段(The outer adjustment stage)、回復階段(The renormalization stage)。

## 嚴重階段
受害者會因他們在這個階段所在的時期而有所不同。立即的症狀可能會持續數天到數週，而且可能跟向外適應階段重疊。在這個階段可能產生的行為有：
- 警戒降低
- 麻木
- 遲鈍的感官、情感、記憶功能
- 思考失序
- 嘔吐 [2]
- 噁心
- 焦慮到可能癱瘓的地步(Paralyzing anxiety)
- 明顯感覺自己在顫抖（Pronounced internal tremor）
- 執著於清洗
- 歇斯底里、慌亂與哭泣
- 混亂
- 對他人的反應非常敏感

不是所有人都會表現他們的情緒。有的人可能會表現地很冷靜而且不受影響。

## 向外適應階段
這個階段的受害者看似回復正常生活
- 持續焦慮
- 無助感
- 持續恐懼或憂鬱
- 情緒在憂鬱、憤怒間擺盪
- 睡眠不安穩，例如逼真的夢、重覆的惡夢
- 失眠, 容易惊醒, 夜驚
- 闪烁回忆.
- 解離現象 (感覺自己不在自己體內)
- 易受惊，攻击他人.
- 依賴因應機制，例如自殘、物質、宗教、家庭

### 飲食失調
食慾失調，例如噁心、嘔吐。受害者通常也容易有厭食症 及／或 暴食症.

## 回復階段
在這個階段，受害者將事件整合進他們的生活，所以強暴不再是他們生活的焦點。在這個階段，罪惡、羞恥等負面感覺得以解決，受害者不再自責。

## 延伸閱讀
- Burgess, Holstrom. . Boston, Mass: American Psychiatric Association. 1978.